# Mukh Kompul
Mukh Kompul es uno de los once distritos que forman la provincia camboyana de Kandal, con una población estimada en marzo de 2008 de 90 748 habitantes. Está dividido en las siguientes  comunas (khum), que se muestran asimismo con población estimada de 2008:
- Bak Khaeng 9,153
- Kaoh Dach 12,236
- Preaek Anhchanh 14,380
- Preaek Dambang 12,155
- Roka Kaong Muoy 8,518
- Roka Kaong Pir 5,814
- Ruessei Chrouy 9,639
- Sambuor Meas 10,427
- Svay Ampear 8,426[1]